# Шарль Ламурьо
Шарль Ламуре (фр. Charles Lamoureux; нар. 28 вересня 1834, Бордо — пом. 21 грудня 1899) — французький капельмейстер і скрипаль.
Закінчив Паризьку консерваторію (1854), учень Нарсіса Жирара. Був першим скрипалем Паризької опери. 1873 року в Парижі під управлінням Ламуре були вперше проведені концерти за зразком лондонських концертів «Sacred Harmony Society». Тут вперше стали виконувати ораторії Генделя, «Страсті» Й. С. Баха. 1881 року Ламуре заснував власний оркестр. 1892 року відвідав Петербург і не особливо успішно диригував кількома симфонічними зібраннями Імператорського російського музичного товариства.